# پیز لاویرون
پیز لاویرون (به لاتین: Piz Lavirun) یک کوه در سوئیس است که در کانتون گراوبوندن واقع شده‌است. پیز لاویرون ۳٬۰۵۸ متر بالاتر از سطح دریا واقع شده‌است.